# Карл Теодор Зале
Карл Теодор Зале (дан. Carl Theodor Zahle; 19 січня 1866, Роскілле — 3 лютого 1946, Гентофте) — данський правник і політик, голова уряду країни у 1909—1910 та 1913—1920. Був палким борцем за мир, 1905 року став співзасновником партії Радикальна Венстре. Протягом багатьох років обіймав посаду міністра юстиції. З 1936 до 1945 року був членом правління все данського щоденного видання Politiken.

## Ранні роки
Народився в Роскілле в родині шевця Кристіана Лоріца Готтліба Зале та його дружини Карен Емілії. Змолоду цікавився політикою, позиціонував себе переконаним демократом в опозиції до уряду Еструпа. 1890 року отримав ступінь у галузі права, деякий час працював у газетах. 1894 склав іспит до вищих судів.

## Політична кар'єра
1895 року був обраний до нижньої палати данського парламенту. 1901 року став членом парламентського фінансового комітету. Свій мандат зберігав до 1928, після чого був обраний до Ландстінгу — верхньої палати парламенту. Там він працював до 1939 року.
Після суперечок з Єнсом Кристінсеном з приводу оборонного бюджету Зале разом з іншими невдоволеними членами Венстре створили нову політичну силу — Соціальну ліберальну партію, яку він і очолив 1905 року. 1909 отримав нагоду сформувати уряд меншості, але вже наступного року був змушений скласти повноваження у зв'язку з поразкою його партії на виборах.
1913 року соціальні ліберали разом із соціал-демократами утворили більшість у нижній палаті, а Зале очолив уряд, який керував країною до 1920.
Зале очолював уряд під час Першої світової війни, тому основною його метою було утримання нейтралітету країни. Йому це вдалось завдяки зусиллям міністра закордонних справ Еріка Скавеніуса. Утім, хоч Данія й була нейтральною, все ж вона відчувала дефіцит товарів і матеріалів, тому регулювання економіки стало необхідним.
Після війни опозиція мала накопичений гнів щодо уряду. Зале звинувачували у надмірно дружньому ставленні до Німеччини під час війни, а також у надмірному регулюванні економіки, що знизило прибутки приватного бізнесу. Окрім того виникло питання щодо північного Шлезвігу та, зокрема, Фленсбурга. Під тиском опозиції Зале мав призначити позачергові вибори, втім він відмовився це робити. Після цього король відправив його у відставку, що призвело до політичної кризи, оскільки більшість вважала, що Кристіан X діяв неконституційно.